# 桑博龍邦灣

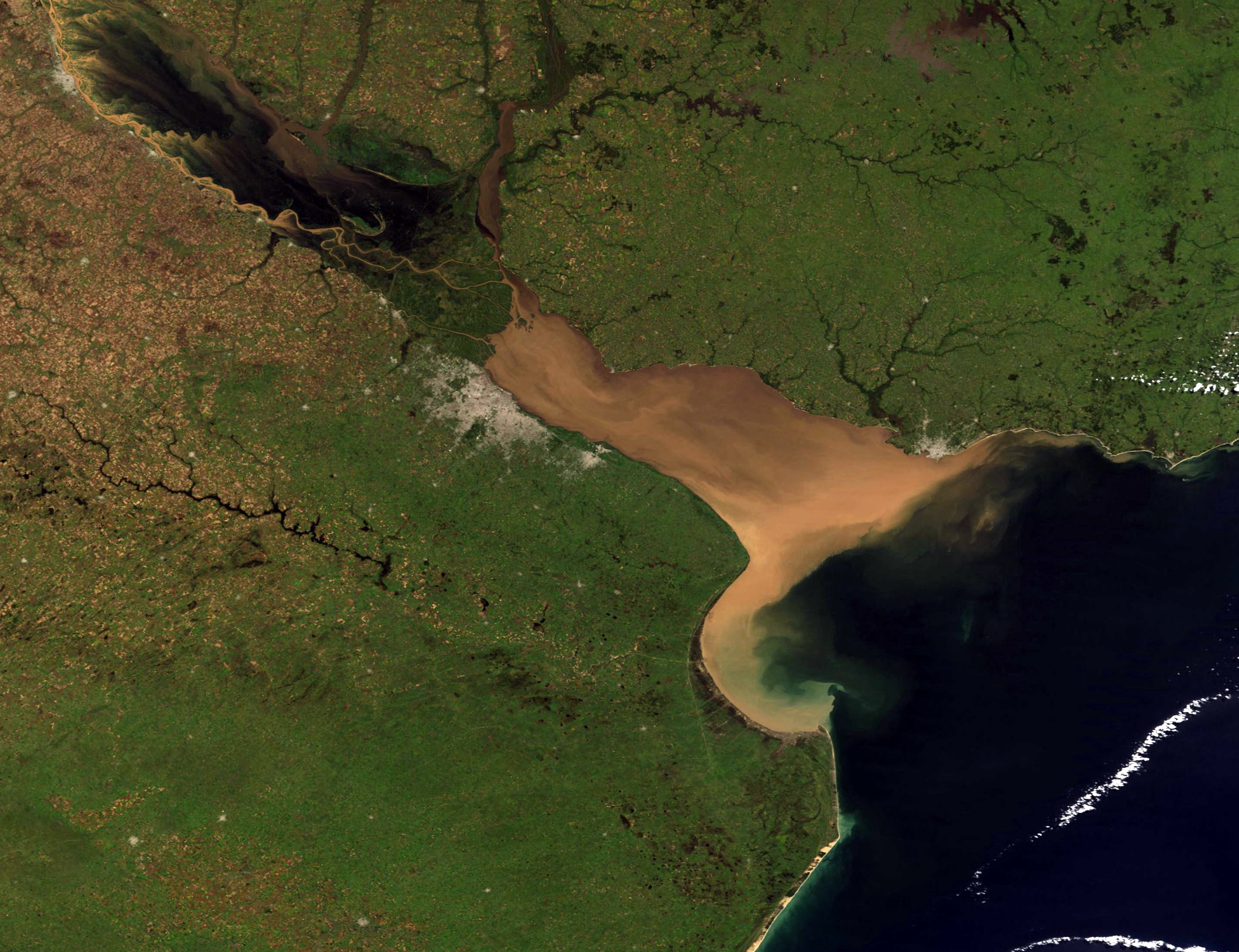

桑博龍邦灣是阿根廷的港灣，位於首都布宜諾斯艾利斯東南部160公里拉普拉塔河口，屬於大西洋的一部分，長約135公里，海岸線長度180公里。
36°0′S 57°12′W / 36.000°S 57.200°W